# التنافس بين المغرب وليبيا في كرة القدم
هذه القائمة من مباريات كرة القدم هي لمحة عامة عن جميع مباريات كرة القدم الرسمية بين الفرق الوطنية في ليبيا والمغرب. لعبت الدول ضد بعضها البعض ثلاث عشرة مرة. المباراة الأولى ، مباراة ودية ، جرت في 19 مارس 1965 في طرابلس. المباراة الأخيرة ، نصف النهائي خلال بطولة الأمم الأفريقية 2018 ، أقيمت في الدار البيضاء في 31 يناير ، 2018.

## المباريات
| №  | المكان                | التاريخ        | المنافسة                               | المباراة       | النتيجة |
| -- | --------------------- | -------------- | -------------------------------------- | -------------- | ------- |
| 1  | طرابلس، ليبيا         | 19 مارس 1965   | مباراة ودية                            | ليبيا − المغرب | 1 − 0   |
| 2  | الدار البيضاء، المغرب | 13 سبتمبر 1983 | ألعاب البحر الأبيض المتوسط 1983        | المغرب − ليبيا | 2 − 0   |
| 3  | ?                     | 2 يناير 1985   | مباراة ودية                            | ليبيا − المغرب | 0 − 0   |
| 4  | الرباط، المغرب        | 6 أكتوبر 1985  | تصفيات كأس العالم 1986                 | المغرب − ليبيا | 3 − 0   |
| 5  | بنغازي، ليبيا         | 18 أكتوبر 1985 | تصفيات كأس العالم 1986                 | ليبيا − المغرب | 1 − 0   |
| 6  | الدار البيضاء، المغرب | 22 نوفمبر 2000 | مباراة ودية                            | المغرب − ليبيا | 0 − 0   |
| 7  | القاهرة، مصر          | 28 يناير 2006  | كأس الأمم الأفريقية لكرة القدم 2006    | ليبيا − المغرب | 0 − 0   |
| 8  | مراكش، المغرب         | 8 سبتمبر 2014  | مباراة ودية                            | المغرب − ليبيا | 3 − 0   |
| 9  | أغادير، المغرب        | 12 حزيران 2015 | تصفيات كأس الأمم الأفريقية 2017        | المغرب − ليبيا | 1 − 0   |
| 10 | الدار البيضاء، المغرب | 21 حزيران 2015 | تصفيات بطولة أمم أفريقيا للمحليين 2016 | المغرب − ليبيا | 3 − 0   |
| 11 | رادس، تونس            | 22 أكتوبر 2015 | تصفيات بطولة أمم أفريقيا للمحليين 2016 | ليبيا − المغرب | 0 − 4   |
| 12 | رادس، تونس            | 3 حزيران 2016  | تصفيات كأس الأمم الافريقية 2017        | المغرب − ليبيا | 1 − 1   |
| 13 | الدار البيضاء، المغرب | 31 يناير 2018  | بطولة أمم أفريقيا للمحليين 2018        | المغرب − ليبيا | 3 − 1   |

## إحصائيات
| المنافسة                     | مقابلات | فوز ليبيا | تعادل | فوز المغرب |
| ---------------------------- | ------- | --------- | ----- | ---------- |
| تصفيات كأس العالم            | 2       | 1         | 0     | 1          |
| كأس الأمم الأفريقية          | 1       | 0         | 1     | 0          |
| تصفيات كأس الأمم الأفريقية   | 2       | 0         | 1     | 1          |
| بطولة الأمم الأفريقية        | 1       | 0         | 0     | 1          |
| تصفيات بطولة الأمم الأفريقية | 2       | 0         | 0     | 2          |
| ألعاب البحر الأبيض المتوسط   | 1       | 0         | 0     | 1          |
| وديات                        | 4       | 1         | 2     | 1          |
| المجموع                      | 13      | 2         | 4     | 7          |